# Shuto Nakahara
Shuto Nakahara (født 29. oktober 1990) er en japansk fodboldspiller, som spiller for den japanske fodboldklub Kagoshima United FC.